# フェルミ流体
フェルミ流体とは、フェルミ気体、フェルミ液体の総称のことである。低温で気体または液体状態にあるフェルミ粒子の多体系において量子統計の効果が強く働く場合、それをフェルミ流体と呼ぶ。現実の物質は量子効果の効くような低温では密度の高い液体状態になるので、この語をフェルミ液体と同義に用いることも多い。